# باور إنستنك
قوة الغريزة (بالإنجليزية: Power Instinct)‏: هي عبارة عن سلسلة ألعاب فيديو تعتبر من اقدم الالعاب التي كانت تقوم على مبدا القتال بالتصوير الثنائي بين المنافسين. لقد تم إصدارها لأول مرة بمسمى باور إنستنك سنة 1993م، وتم إصدارها مرة أخرى بمسمى غوكيتسوجي إشيزوكو ماتسوري سينزو كويو عام 2009م، ونشرتها شركة أتلس اليابانية.

## وصلات خارجية
- Power Instinct series على موبي غيمز
- Noise Factory's site for Power Instinct Matrimelee (Japanese)
- The Official Goketsuji Ichizoku Matsuri Senzo Kuyou Site
- Noise Factory's site for Goketsuji Ichizoku Matsuri Senzo Kuyou
- Game Excite's site for Power Instinct Bonnou no Kaihou (Japanese)
- Noise Factory's site for Power Instinct Bonnou no Kaihou (Japanese)